# Tramoyes
Tramoyes är en kommun i departementet Ain i regionen Auvergne-Rhône-Alpes i östra Frankrike. Kommunen ligger  i kantonen Reyrieux som ligger i arrondissementet Bourg-en-Bresse. Kommunens areal är 12,93 km². År 2022 hade Tramoyes 1 845 invånare.

## Befolkningsutveckling
Antalet invånare i kommunen Tramoyes
Referens: INSEE